# Concabella
Concabella és una entitat de població del municipi dels Plans de Sió a la comarca de la Segarra. Situat prop de la riba dreta del riu Sió, al voltant de l'antic castell de Concabella i de l'església parroquial de Sant Salvador. Al sud del terme hi ha l'antic castell de Ratera, que esdevingué posteriorment un molí. Formà part de l'antic terme de l'Aranyó.

## Personatges il·lustres
- Anna Punsoda i Ricart (1985) és una periodista catalana especialitzada en periodisme cultural.[1]